# Pouteria paucinervia
Pouteria paucinervia là một loài thực vật có hoa trong họ Hồng xiêm. Loài này được Erlee miêu tả khoa học đầu tiên năm 1957.